# 이정휴
이정휴(1918년 6월 1일~1999년 9월 6일)는 대한민국의 정치인이다. 제3·4대 국회의원을 지냈다.

## 역대 선거 결과
|  | 40.25% |

|  | 68.58% |

|  | 11.20% |

|  | 11.37% |

|  | 0.53% |